# Olkhovka (Baixkíria)
|  | Per a altres significats, vegeu «Olkhovka». |

Olkhovka (en rus: Ольховка) és un poble (un khútor) de Baixkíria, a Rússia, que en el cens del 2010 tenia 16 habitants. Pertany al districte de Iermolàievo.